# D.O.O.D.
D.O.O.D. of de olympiade onder dictatuur was een tentoonstelling die in augustus 1936 in het gebouw De Geelvinck in Amsterdam werd georganiseerd uit protest tegen het feit dat de Olympische Spelen dat jaar in nazi-Duitsland werden gehouden.
De tentoonstelling werd gehouden op initiatief van de Bond van Kunstenaars ter Verdediging van de Kulturele Rechten (BKVK) en van het Comité ter Bescherming van de Olympische Gedachte (BOG). Tot de organisatoren behoorden Carel Blazer en Cas Oorthuys.  Voor de tentoonstelling werden 256 werken ingezonden door 150 kunstenaars uit Nederland, België, Frankrijk, Engeland, Zweden, Tsjecho-Slowakije en de Verenigde Staten. Ook Duitse kunstenaars in ballingschap stuurden werken in. Onder de deelnemers waren vele bekende kunstenaars, zoals Max Ernst, Paul Citroen, Ossip Zadkine, Fernand Léger, André Lhote, Georges Vantongerloo, Otto Freundlich, Robert Capa, Jacques Lipchitz, Charley Toorop, Emiel van Moerkerken en Frans Masereel.
Het affiche met een kogelstoter die gehinderd werd door een hakenkruis werd ontworpen door Jo Voskuil en Cas Oorthuys.
De tentoonstelling leidde nog vóór aanvang tot protesten van de Duitse ambassadeur in Den Haag en de Duitse consul in Amsterdam, A.E. Jung. De Amsterdamse burgemeester De Vlugt liet nog vóór de opening van de tentoonstelling een aantal werken verwijderen, waaronder het schilderij Tijdsbeeld 1934 van Harmen Meurs en tekeningen van Karl Schwesig over zijn eigen folteringen door de SA in Düsseldorf. Er werden dan ook twee catalogi uitgegeven in 1936; een van de oorspronkelijke opzet van de tentoonstelling, en één samengesteld na de verwijderingen, waarin ook   nagekomen inzendingen werden opgenomen.
In het voorjaar van 1996 werd in het Amsterdamse gemeentearchief een reconstructie van de tentoonstelling gepresenteerd en een begeleidende bundel uitgebracht.